# Cappella di San Sebastiano (Sorano)
La cappella di San Sebastiano è un edificio religioso situato nei pressi di Sovana, frazione del comune di Sorano, su un modesto pendio che domina la vicina strada vicinale di Sovana.

## Storia
La piccola chiesa fu costruita nel corso del XVII secolo e quasi certamente consacrata dal vescovo Enea Spennazzi, che rimase a capo della diocesi di Sovana tra il 1638 e il 1644, come testimoniato anche dalla presenza originaria di un suo stemma, non più presente, in passato collocato sulla facciata principale al di sopra del portale d'ingresso.
L'edificio religioso era ancora consacrato nel corso del XIX secolo quando vi fu aggiunto il pronao, mentre il suo degrado ebbe inizio soltanto dalla metà del XX secolo in poi: il conseguente abbandono, seppur relativamente recente, ha portato la cappella a conservare soltanto i propri ruderi.

## Descrizione
La cappella di San Sebastiano si presenta oramai sotto forma di ruderi, parzialmente occultati dalla vegetazione spontanea circostante.
Dell'antico edificio religioso si sono conservate le strutture murarie esterne rivestite in pietra, tra le quali è ben distinguibile il pronao che venne aggiunto in epoca ottocentesca, ben due secoli dopo la costruzione della chiesa.
Pur essendo stato perduto il tetto di copertura, è ben distinguibile il vano più ampio in cui si trovava la cappella propriamente detta, da quello di dimensioni inferiori che ospitava una piccola sagrestia, sulle cui pareti laterali si aprono due finestre di forma rettangolare.
Sono ancora visibili i resti dell'altare e, dietro ad esso, di una teca architravata e della porta di accesso che conduceva alla retrostante sagrestia.